# Andrea Benetti (Künstler)

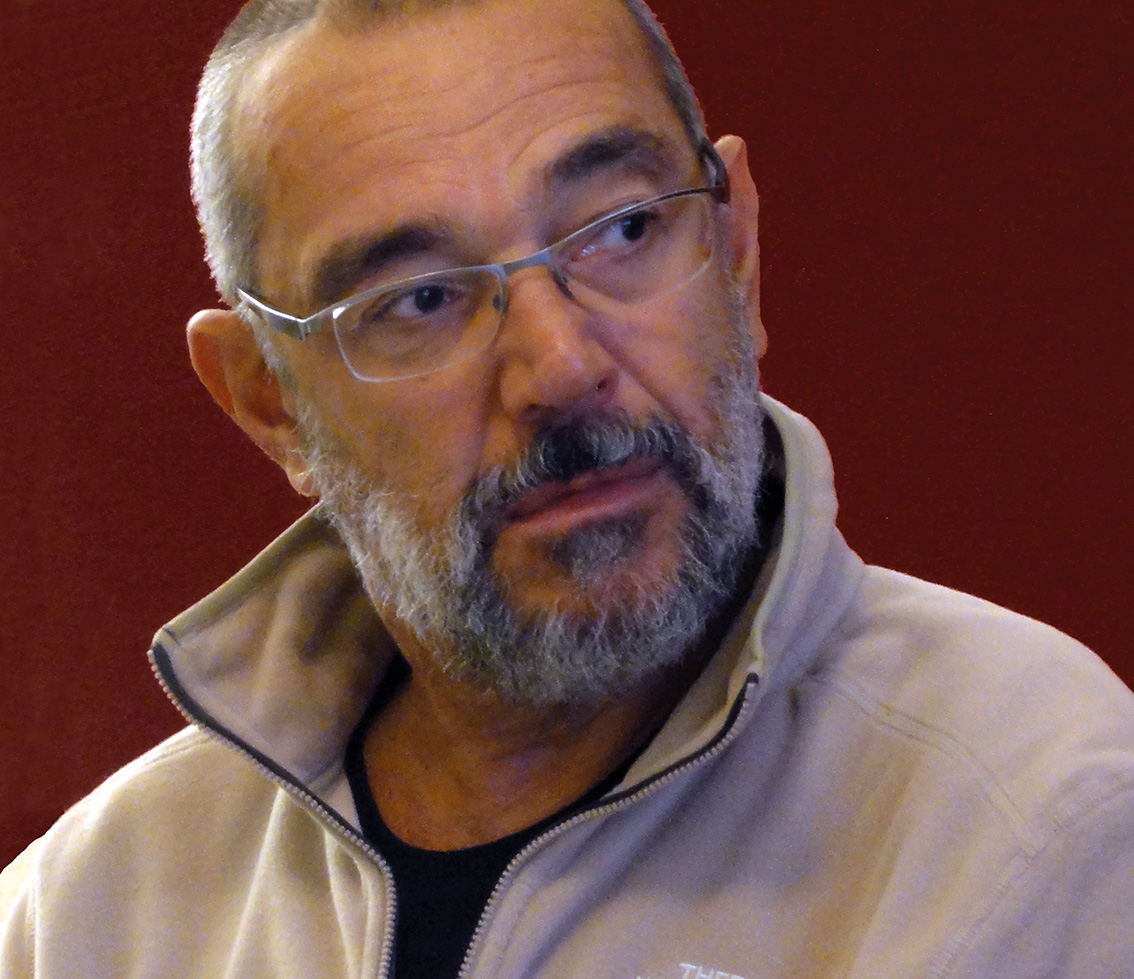
Andrea Benetti, 2017

Andrea Benetti (* 15. Januar 1964 in Bologna, Italien) ist ein italienischer  Maler, Fotograf und Designer sowie Autor des Manifests der Neo-Höhlenkunst, das 2009 auf der 53. Biennale von Venedig an der Ca’ Foscari-Universität vorgestellt wurde.

## Biographie
Andrea Benetti verfasste 2006 das Manifest der Neo-Cave-Kunst, das er 2009 auf der 53. Kunstbiennale in Venedig präsentierte.
Seine Kunst ist inspiriert von einem direkten Bezug zu den ersten Kunstformen des Urmenschen. Von den Höhlenarbeiten entlehnte Benetti die stilistischen Merkmale aus seiner kreativen Sicht und schuf Werke, die mit stilisierten tierischen und anthropomorphen Motiven, geometrischen Formen sowie abstrakten Formen mit Farbfeldern gefüllt sind, als ob sie eine ethische und philosophische Brücke mit einer Gleichzeitigkeit zwischen Vorgeschichte und Gegenwart schlagen würden. Hervorgehoben wird dies durch die Verwendung von pflanzlichen Pigmenten und Techniken wie Flachrelief und Graffiti.
Seine Arbeiten sind in den wichtigsten nationalen und ausländischen Kunstsammlungen wie denen der Vereinten Nationen, des Vatikans und des Quirinals vertreten. Zu seinen jüngsten Ausstellungen zählen „Farben und Klänge der Ursprünge“ (Bologna, Palazzo d’Accursio, 2013), „VR60768 · anthropomorphic figure“ (Rom, Abgeordnetenkammer, 2015), „Pater Luminum“ (Gallipoli, Bürgermuseum, 2017) und „Gesichter gegen Gewalt“ (Bologna, Palazzo d’Accursio, 2017).
2020 wurde Benetti mit dem Nettuno-Preis der Stadt Bologna ausgezeichnet.

## Museen und Sammlungen
Private und institutionelle Museen und Kunstsammlungen, die die Werke von Andrea Benetti erworben haben: 

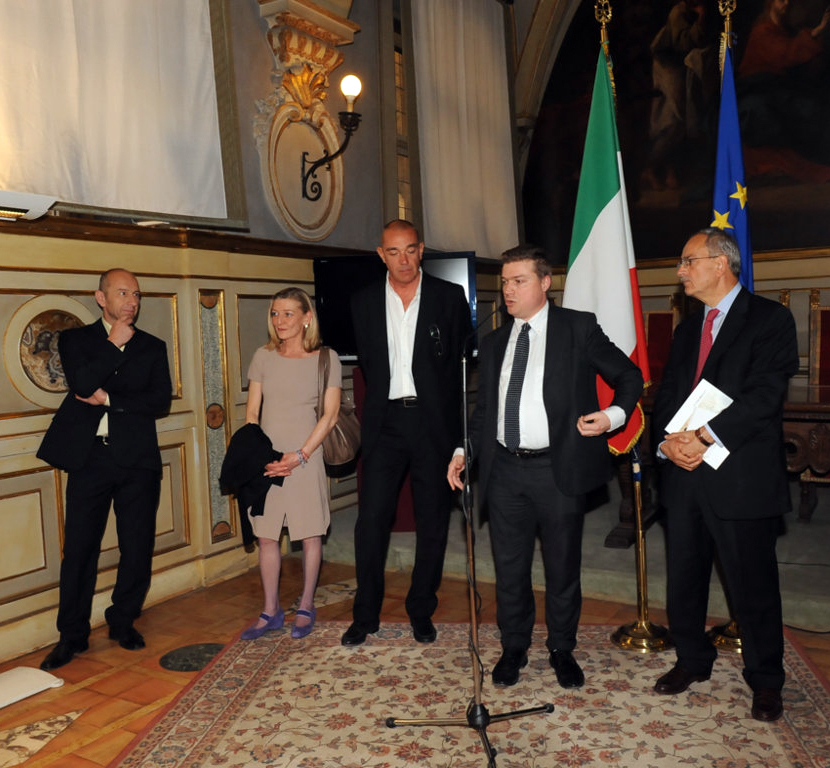
Andrea Benetti in Rom, im Abgeordnetenhaus, bei der Eröffnung der Ausstellung „VR60768 - anthropomorphic figure“.

- Kunstsammlung der Vereinten Nationen, New York City[2]
- Kunstsammlung des Vatikans, Città del Vaticano[2]
- MACIA – Italienisches Museum für zeitgenössische Kunst in Amerika, San José (Costa Rica)[3]
- Quirinal Art Collection (Italienische Präsidentschaft der Republik), Rom[2]
- Palazzo Montecitorio – Italienisches Parlament – Abgeordnetenkammer, Rom
- Kunstsammlung der Universität Ferrara,[8]
- Kunstsammlung der Universität Bari
- MAMBo – Museum für moderne Kunst Bologna[9]
- Museion, Museum für moderne und zeitgenössische Kunst Bozen[10][11]
- CAMeC – Camec, Zentrum für moderne und zeitgenössische Kunst, La Spezia[12]
- F. P. Michetti Museum, Francavilla al Mare[13]
- Osvaldo Licini Museum für zeitgenössische Kunst, Ascoli Piceno[14]
- Kunstsammlung der Gemeinde Lecce[15]